# Pastor loci
Pastor loci (p.l.) användes förr som tjänstetitel för tjänstgörande kyrkoherde, dvs den präst som för tillfället innehade pastorsämbetet i en församling i Svenska kyrkan. Var vanlig som titel under prästens namnteckning på flyttningsbevis, födelsebevis m.m.
Termen avser också den ansvarige prästen vid ett enskilt tillfälle, när fler än en präst är närvarande (utanför liturgiskt gudstjänstfirande). Om till exempel en kyrkoherde och komminister i en församling deltar i en samling tillsammans med en besökande kyrkoherde, är den förstnämnde 'pastor loci' eftersom samlingen sker i dennes församling även om den besökande kyrkoherden innehar samma rang.